# Sphegina rufa
Sphegina rufa är en tvåvingeart som beskrevs av Malloch 1922. Sphegina rufa ingår i släktet midjeblomflugor, och familjen blomflugor. Inga underarter finns listade i Catalogue of Life.